# Charles-Paul Diday
Pour les articles homonymes, voir Diday.
Charles-Paul Diday, né le 2 janvier 1813 à Bourg-en-Bresse et mort le 8 janvier 1894 à Lyon, est un médecin, chirurgien et dermatologue français.

## Biographie

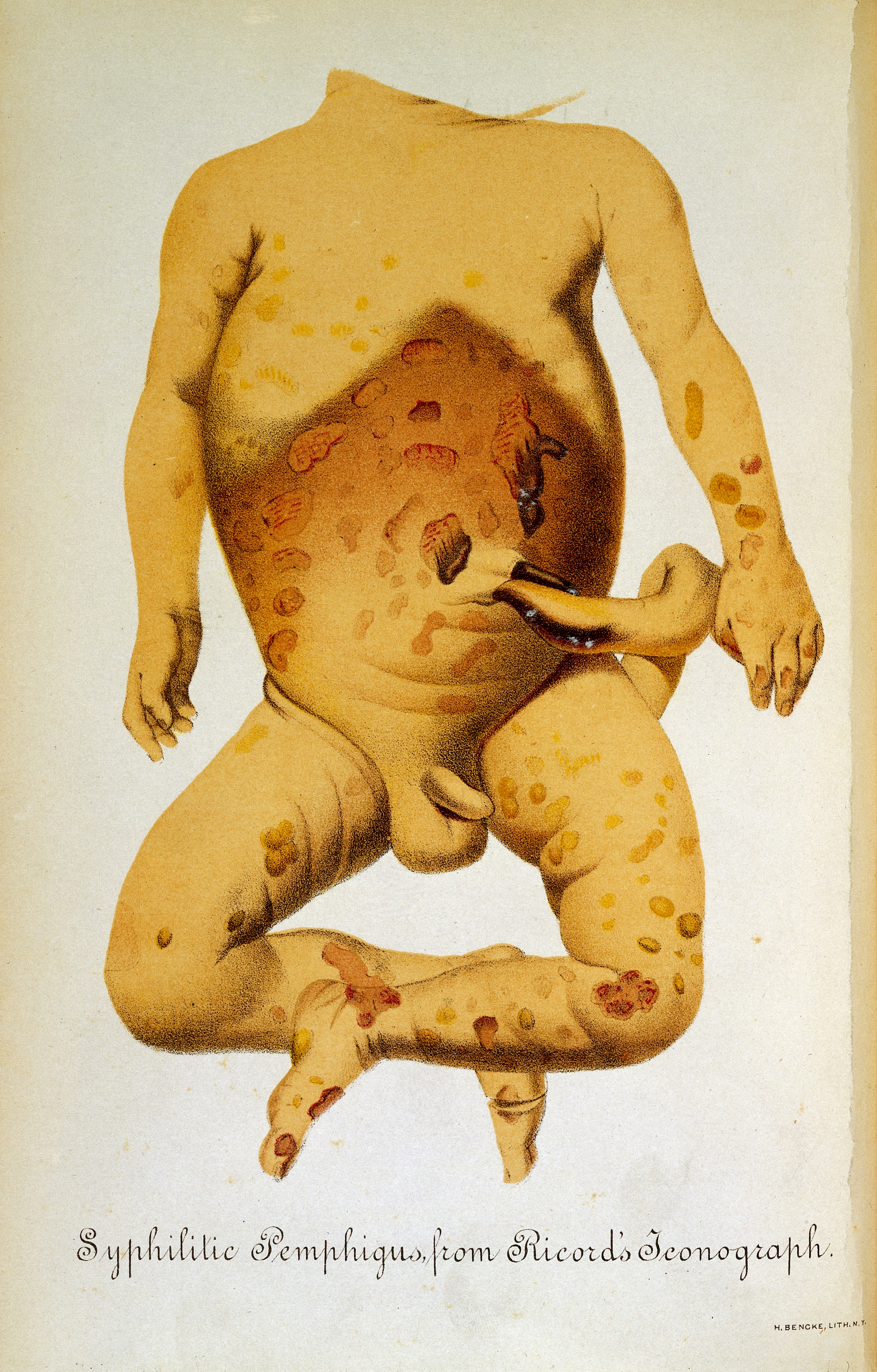
Iconographie de Philippe Ricord illustrant un traité sur la syphilis chez le nouveau-né par Charles-Paul Diday.

Charles-Paul Diday fit des études de médecine et fut nommé interne des Hôpitaux de Paris en 1832, il fut l'élève de Philippe Ricord à l'Hôpital du Midi-Ricord annexé à l'hôpital Cochin, puis devint chirurgien-major à l'hôpital de l'Antiquaille à Lyon en 1838.
Charles-Paul Diday se spécialisa dans la recherche sur l'infection sexuellement transmissible, les maladies vénériennes, la blennorragie et la syphilis. Il étudia notamment la transmission de la syphilis de la mère à l'enfant. Il est l’auteur entre autres d’un "Traité de la syphilis et des nouveau-nés et des enfants à la mamelle" qui sera traduit en plusieurs langues. Il y créa une école de vénéréologie calquée sur celle de Philippe Ricord. Il fut un partisan de la distribution de préservatifs aux prostituées.
Charles-Paul Diday fut pendant 34 ans secrétaire général de la Société de Médecine de Lyon. Il fonda le Gazette médicale de Lyon dont il fut le rédacteur en chef.
Lors de ses nombreuses recherches, Charles-Paul Diday va jusqu’à s’inoculer le pus d’un chancre mou : le chancre devint ulcéreux, un énorme bubon se développa et il fallut plusieurs mois pour qu’il guérisse.

## Travaux publiés
- Traité de la syphilis des nouveau-nés et des enfants à la mamelle, Paris 1854
- Exposition critique et pratique des nouvelles doctrines sur la syphilis, suivie d'une étude sur de nouveaux moyens préservatifs des maladies vénériennes, Paris, Londres et New York 1858)
- Histoire naturelle de la syphilis, leçons professées à l'école pratique de la faculté de médecine de Paris, Paris 1863
- Thérapeutique des maladies vénériennes et des maladies cutanées, co-écrit avec son confrère Pierre Adolphe Adrien Doyon, Paris 1876.